# Dilachnus partiticornis
Dilachnus partiticornis är en skalbaggsart som beskrevs av Leon Fairmaire 1896. Dilachnus partiticornis ingår i släktet Dilachnus och familjen långhorningar.
Artens utbredningsområde är Madagaskar. Inga underarter finns listade i Catalogue of Life.